# Musique post-industrielle
Genres dérivés
Dark ambient, EBM, électro-industriel, glitch, IDM, dance industrielle
Genres associés
Rock industriel, metal industriel, hip-hop industriel, néofolk
La musique post-industrielle définit une variante de genres musicaux connexes ayant émergé au début des années 1980, caractérisés par un mélange de divers éléments sonores à la musique industrielle. Le terme d'« industrielle » est pour la première fois utilisé au milieu des années 1970 par les musiciens du label Industrial Records. Dès lors, un nombre de labels et de musiciens sont décrits sous le terme « indus ». La scène se répand à l'international, et est particulièrement bien représentée en Amérique du Nord, en Europe, et au Japon. Le sous-genre post-industriel le plus à succès est le metal industriel.

## Musique industrielle
La musique industrielle comprend de nombreux styles orientés musique expérimentale, dont nombreuses variantes de musique électronique. Le terme est utilisé pour la première fois au milieu des années 1970 par les musiciens du label Industrial Records. Les premiers musiciens indus alliaient musique bruitiste et sujets controversés. Leur production ne se limitait pas qu'à la musique, mais s'étendait également à l'art sous ses diverses formes. Des musiciens et groupes notables de ce genre incluent Throbbing Gristle, Cabaret Voltaire, Boyd Rice, SPK, et Z'EV. Test Dept, Clock DVA, Nocturnal Emissions, Whitehouse, Laibach, et The Leather Nun ont également participé au mouvement. Le groupe allemand Einstürzende Neubauten se crée son propre style mélangeant percussions axées metal, éléments de guitares et autres instruments non créés pour la musique.

## Développements

### Ambient industriel
Des groupes et musiciens d'ambient industriel comme Coil, Lilith, Nurse With Wound, Lustmord, et Zoviet France deviennent indépendants grâce à la musique industrielle durant les années 1980. Ces musiciens utilisent des instruments non-musicaux. Throbbing Gristle enregistre des albums orientés ambient tels que In the Shadow of the Sun et Journey Through a Body. D'autres musiciens et groupes du même type incluent Hafler Trio MRT, PGR, Controlled Bleeding, Nine Inch Nails (Ghosts I-IV), Techno Animal (en) à ses débuts, le compositeur notable Akira Yamaoka, Robin Rimbaud (alias Scanner), Final, et Deutsch Nepal.

### Électro-industriel

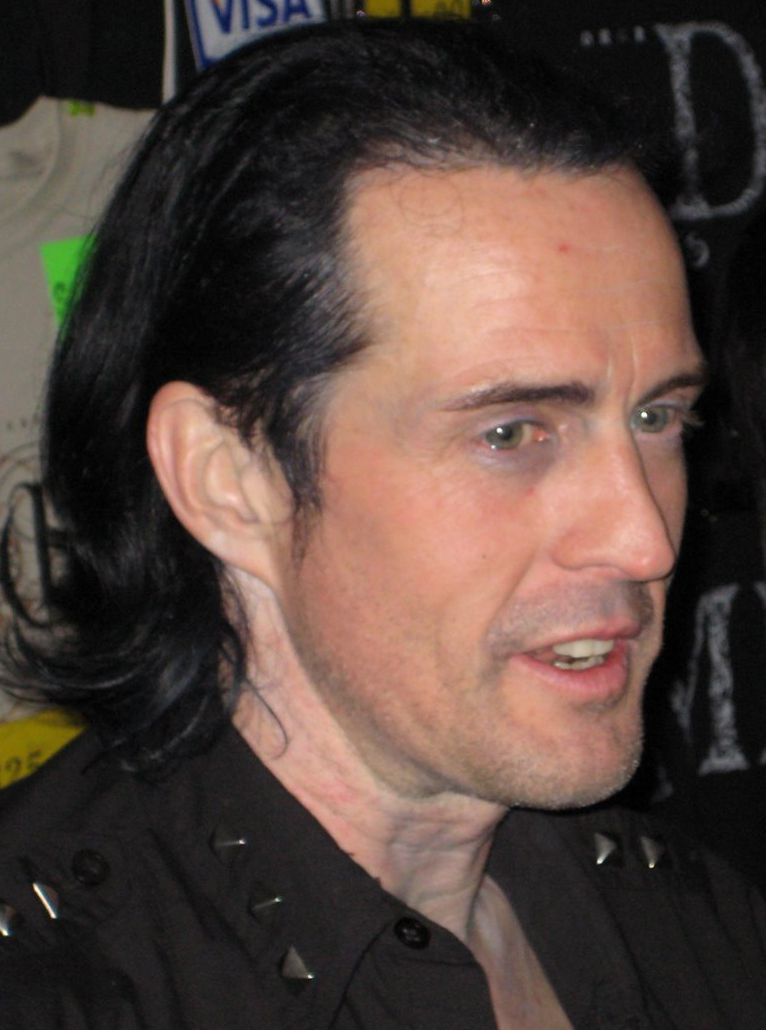
Nivek Ogre de Skinny Puppy, un groupe électro-industriel.

L'électro-industriel s'oriente principalement EBM, et se développe au milieu des années 1980. Le style est crédité par Skinny Puppy, Frontline Assembly, et :wumpscut:. Au milieu des années 1990, le style aide au développement du dark electro et de l'aggrotech. On peut citer d'autres musiciens et groupes du genre tels que Haujobb, Lab Report et Leæther Strip.

### Electronic body music
L'electronic body music mélange éléments de musique industrielle et de dance. Il s'agit d'un style initialement émergeant en Belgique. Le nom est crédité par Ralf Hütter de Kraftwerk en 1978 pour expliquer une sonorité plus physique de leur album The Man-Machine. Le terme est par la suite utilisé dans son sens actuel par le groupe belge Front 242 en 1984 pour décrire leur EP intitulé No Comment, commercialisé la même année. Il dénote un certain type de musique électronique, un mélange de synthpunk et de musique industrielle. D'autres musiciens et groupes du genre incluent Armageddon Dildos,, Die Krupps, à;GRUMH..., A Split-Second, And One, Bigod 20, The Neon Judgement, et Attrition.

### Hip-hop industriel
Le hip-hop industriel mélange les thèmes et éléments industriels au hip-hop. Ses origines peuvent être retracées dans les œuvres de Mark Stewart et Adrian Sherwood. En 1985, Stewart, ancien chanteur de The Pop Group, fait paraître As the Veneer of Democracy Starts to Fade, avec un cut-up de musique industrielle aux côtés du groupe Sugar Hill Records (Doug Wimbish, Keith Leblanc, et Skip McDonald). Sherwood est l'une des figures majeures de la dub britannique, et travaillait aux côtés de groupes indus comme Cabaret Voltaire, Einstürzende Neubauten, Ministry, KMFDM, et Nine Inch Nails. Tackhead, une collaboration entre Sherwood et le groupe Sugar Hill, débutent là où Stewart termine. Disposable Heroes of Hiphoprisy, de San Francisco, et Meat Beat Manifesto du Royaume-Uni, représentent également ce style. Les dernières œuvres musicales de Godflesh et ses collaborations avec Kevin Martin, Ice, et Techno Animal (en), sont des exemples de hip-hop indus. Saul Williams, un poète slam, est également adepte de ce style.

### Japanoise

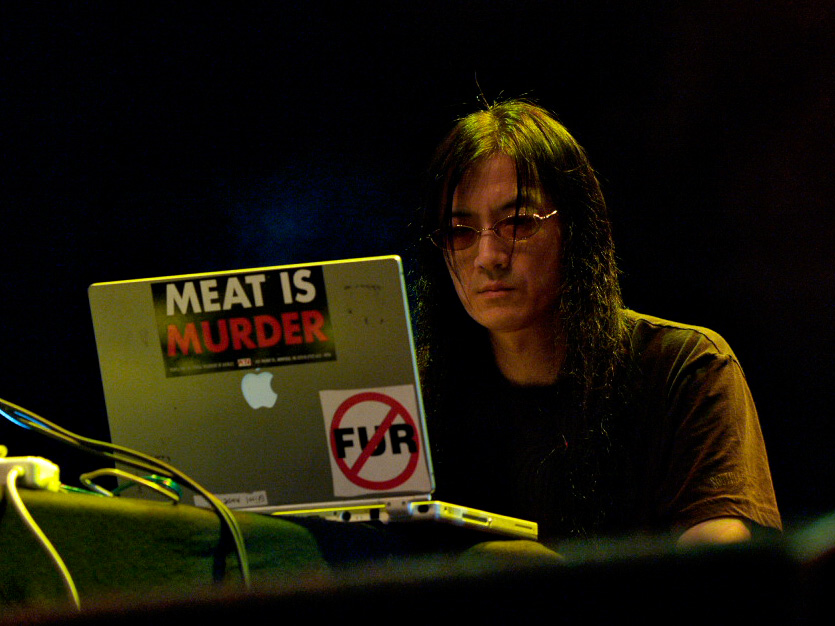
Merzbow, musicien notable de japanoise, en 2007.

Le japanoise (un jeu de mots entre « Japanese » et « noise » ; littéralement bruit japonais) définit la scène bruitiste japonaise. Populaire et active dans les années 1980 et 1990, puis au XXIe siècle, la scène japanoise se définit par sa liberté musicale : des groupes du genre partent de Hanatarash, jusqu'à Boredoms, en passant par Incapacitants et Merzbow. La scène s'inspire initialement du power electronics et des thèmes BDSM. Néanmoins, le japanoise est souvent moins sérieux comparé aux autres styles post-industriels, et quelques musiciens, comme Aube, s'inspirent également de la psychedélie ou du space rock.

### Néofolk

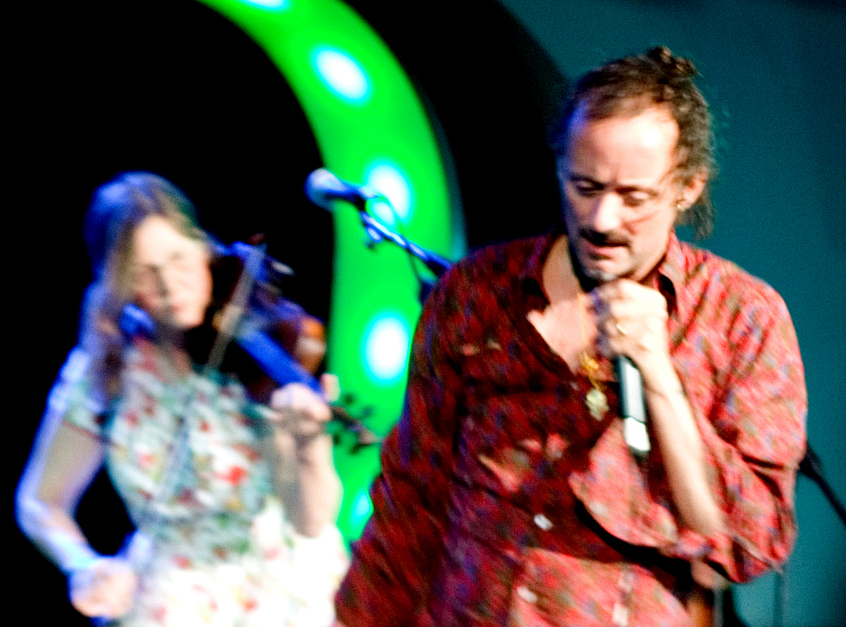
Current 93, en 2007.

Le néofolk est composé par des musiciens tels que Douglas Pearce de Death in June, Tony Wakeford de Sol Invictus, et David Tibet de Current 93. Ces musiciens mélangent musique post-industrielle et éléments sonores folk européens. Le néofolk peut être acoustique, ou un mélange d'instruments folk acoustiques accompagnés de sons supplémentaires comme des morceaux de pianos, ou des éléments de musique industrielle et de musique expérimentale. Le genre englobe une variété de thèmes, y compris la musique traditionnelle et le romantisme, notamment. Des musiciens néofolk s'affilient avec d'autres genres musicaux comme le  martial industrial. Le terme de « folk apocalyptique » précède celui de « néofolk » et est utilisé par David Tibet pour définir la musique jouée par son groupe Current 93 à la fin des années 1980. À l'origine, Tibet n'avait pas l'intention de lier le genre folk ; à la place, cette musique de Current 93 était qualifiée de « folk apocalyptique. »

### Power electronics

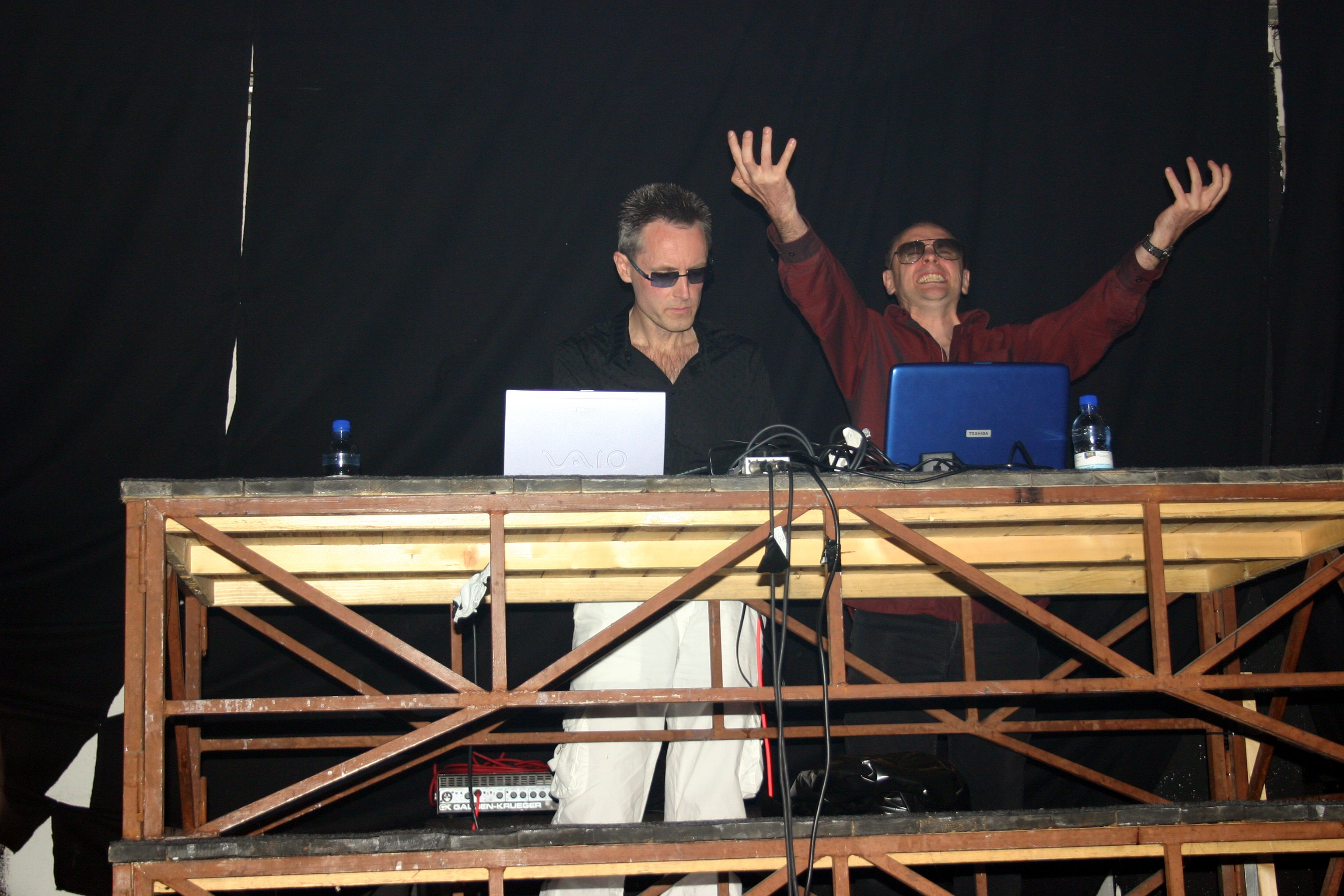
Whitehouse, fondateurs du power electronics.

Le terme de power electronics est à l'origine crédité par William Bennett pour définir la musique bruitiste jouée par son groupe Whitehouse. Les membres de Whitehouse qui ont démarré leurs propres projets, comme Sutcliffe Jügend, jouent également du power electronics. Le death industriel est un style similaire associé à des groupes comme The Grey Wolves, mais le terme se réfère initialement à des groupes comme Brighter Death Now. Le label suédois Cold Meat Industry est spécialisé dans ce sous-genre.

### Power noise
Le power noise (également connu sous le terme de rhythmic noise) puise son inspiration depuis quelques groupes structurés tels qu'Esplendor Geométrico. Le groupe belge Dive anticipe également ce style à l'approche des années 1990,. Des groupes power noise mélangent musique bruitiste et différentes formes de musique électronique. Le terme de « power noise » est crédité par Raoul Roucka de Noisex (en) en 1997, avec le titre United (Power Noise Movement). Le power noise se base sur un kick distordu dérivé d'une boîte à rythmes comme le Roland TR-909, avec un rythme en 4/4, habituellement instrumental. De temps à autre, quelques composants mélodiques y sont ajoutés, accompagnant le rythme. Ce genre est joué dans des festivals comme le Maschinenfest de Krefeld, en Allemagne, et Infest de Bradford, au Royaume-Uni. D'autres musiciens du genre incluent Imminent Starvation, Axiome, Converter, et Terrorfakt. Des labels spécialisés incluent Ant-Zen et Hands Productions.

### Rock industriel

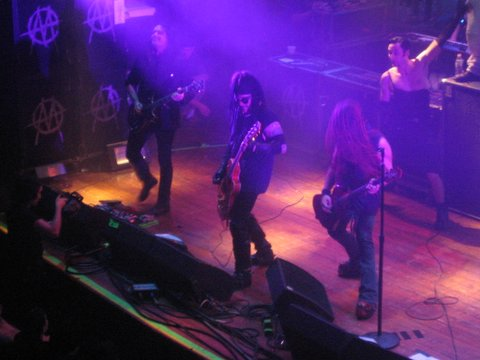
Al Jourgensen avec Revolting Cocks, un groupe de metal industriel.

Les adeptes de rock industriel jouent généralement des instruments orientés rock comme la guitare électrique, la batterie et la basse, mélangés à du bruit blanc, des éléments de musique électronique (synthétiseurs, séquenceurs, et samplers et boîtes à rythmes). Les morceaux de guitare sont distordus ou modifiés par pédale d'effet. Les morceaux de guitare basse et de batterie peuvent se jouer en live, ou être remplacés par des instruments de musique électroniques ou ordinateurs. Les premiers mélanges de musique industrielle et de rock s'effectuent par des groupes de post-punk comme Chrome, Killing Joke, Swans, Big Black, et Fœtus. Le metal industriel émerge de cette scène, et se pratique par des groupes tels que Ministry, Godflesh, KMFDM, et Nine Inch Nails. Ces groupes sont principalement influencés par le heavy metal.

### Witch house
La witch house est un terme désignant un mélange musical de musique industrielle et d'influences hip-hop, en particulier le chopped and screwed, une technique de remix inventée à Houston dans les années 1990 par DJ Screw,. La witch house est également influencée par des groupes goth des années 1980 comme Cocteau Twins, The Cure et Dead Can Dance, et est très influencée par les premiers groupes industriels,.

## Ventes
Sans nul doute, le dérivé de la musique industrielle le plus vendeur est le metal industriel ; Ministry et Nine Inch Nails sont deux groupes détenteurs d'albums certifiés disques de platine. Leur succès mène au bon fonctionnement de la musique post-industrielle ; par exemple, l'album remix de Nine Inch Nails remix, Further Down the Spiral, présentant les groupes Fœtus et Coil, west certifié disque d'or en 1996.